# Карабец, Адам
А́дам Ка́рабец (чеш. Adam Karabec; род. 2 июля 2003, Чехия) — чешский футболист, полузащитник пражской «Спарты».

## Клубная карьера
С 2009 по 2016 год выступал в футбольной академии пражского клуба «Богемианс 1905». В 2016 году стал игроком футбольной академии «Спарты», другого клуба из Праги. В основном составе «Спарты» дебютировал 23 февраля 2020 года в матче Первой чешской футбольной лиги против  «Сигмы». 31 мая 2020 года забил свой первый гол за «Спарту» в матче против «Карвины».
В июне 2020 года продлил контракт со «Спартой» до 2023 года.

## Карьера в сборной
Выступал за сборные Чехии до 16, до 19 лет и до 21 года.

## Достижения
«Спарта»
- Обладатель Кубка Чехии: 2019/20
- Чемпион Чехии: 2022/23